# Herr, nun selbst den Wagen halt

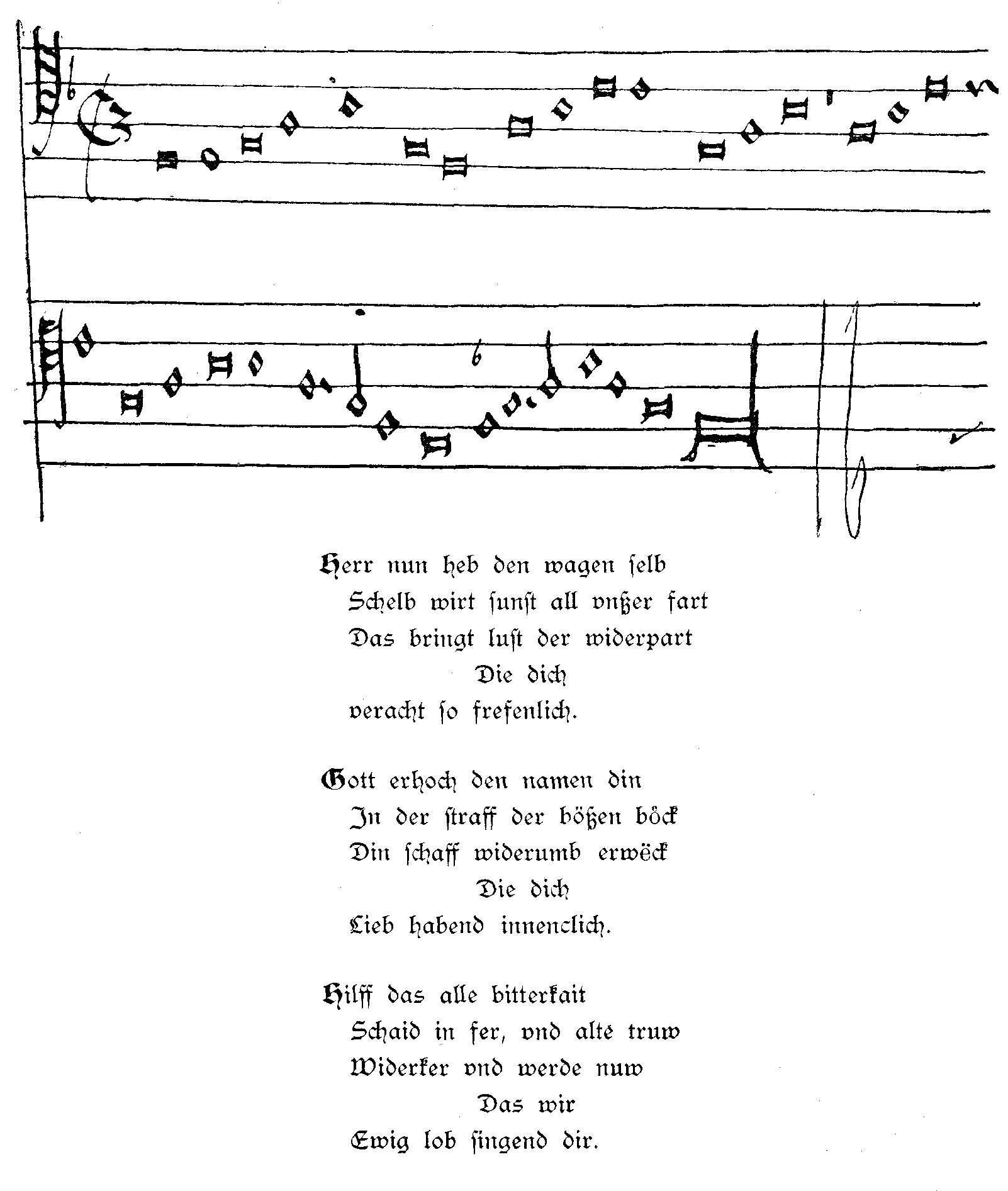
Herr, nun heb den Wagen selb nach Johannes Kesslers Sabbata

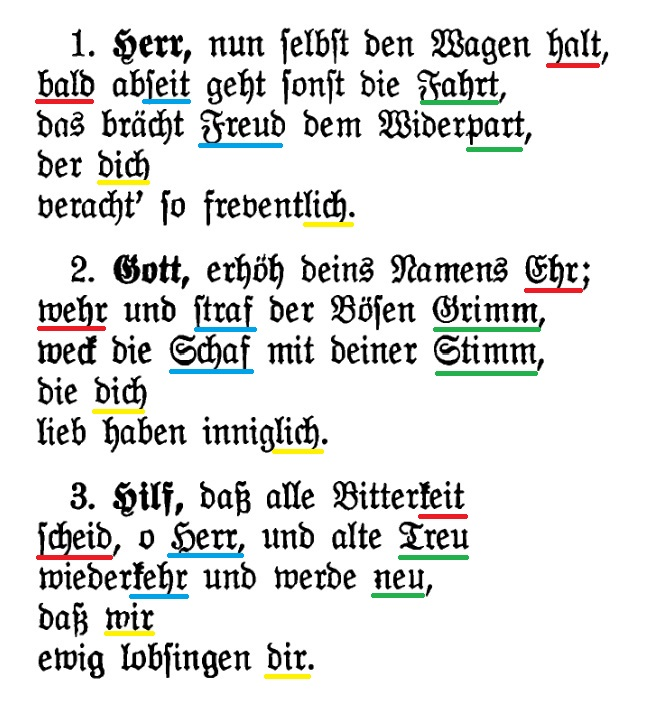
Friedrich Spitta: Herr, nun selbst den Wagen halt (mit Reimmarkierungen)

Herr, nun selbst den Wagen halt ist ein evangelisches geistliches Lied. Es geht zurück auf das sogenannte Kappelerlied von Ulrich Zwingli Herr, nun heb den Wagen selb, das dieser wohl 1525 dichtete und auch vertonte. Die neuhochdeutsche Fassung schuf Friedrich Spitta 1897. Sie ist im Evangelischen Gesangbuch (Nr. 242) und im Reformierten Gesangbuch der Schweiz (Nr. 792) enthalten.

## Entstehung, Inhalt und Rezeption
Von Ulrich Zwingli sind drei geistliche Gedichte überliefert, alle als Akrosticha und mit hohem formalem Anspruch gestaltet. Inhaltlich sind alle drei Texte Hilferufe an Gottes Allmacht und Güte angesichts lebensbedrohlicher Not und Gegnerschaft, und alle dürften um 1525 entstanden sein, als sich das Zürcher Reformationswerk durch innere Auseinandersetzungen in einer tiefen Krise befand.
Von Herr, nun heb den Wagen selb ist weder ein Autograph noch ein autorisierter Erstdruck erhalten. Die frühen Abschriften und Drucke unterscheiden sich in verschiedenen Details. Zwingli beginnt mit dem Bild eines ausser Kontrolle geratenden Wagens und bittet Gott, selbst die Führung zu übernehmen, die „Böcke“ zu strafen und die „Schafe“ zu erwecken (Mt 25,32–33 ) und die „alte Treue“ wiederherzustellen, womit die Treue zum Evangelium, aber auch zur Eidgenossenschaft gemeint war.
Zwingli war auch ein fähiger Musiker und Komponist. Zu Herr, nun heb komponierte er zunächst eine kunstvolle Melodie und einen vierstimmigen Satz, der nicht erhalten ist. Im Gegensatz zu Martin Luther ging es ihm nicht darum, ein Lied für den Volksgesang und den evangelischen Gottesdienst zu schaffen. Die geschichtliche Stunde von Herr, nun heb schlug 1529, als die Spannungen zwischen neu- und altgläubigen Kantonen zum Ersten Kappelerkrieg führten. Mit der bis heute verwendeten einfacheren Melodieⓘ, die ebenfalls Zwingli zugeschrieben wird, wurde das Lied jetzt zur Losung der Reformierten.
Das Kappelerlied wurde in viele reformationszeitliche Gesangbücher des alemannischen Raums übernommen, geriet aber später in Vergessenheit. Erst Friedrich Spitta holte es wieder ans Licht. In der von ihm redigierten Monatsschrift für Gottesdienst und kirchliche Kunst veröffentlichte er 1897 einen Artikel zum Kappelerlied und eine Nachdichtung in neuhochdeutscher Sprache. Dabei bildete er Zwinglis Strophenschema mit seinen eng aufeinanderfolgenden Reimen genau nach. So wurde das Lied in Schweizer und deutsche Gesangbücher (Deutsches Evangelisches Gesangbuch 1915!) aufgenommen.
Zwei Bearbeitungen für Orgel komponierte Max Reger (op. 79b Nr. 3 und 12), Johann Nepomuk David eine fünfstimmige Choralmotette.

## Text
| Zwingli | Spitta |
| Herr, nun heb den wagen selb! Schelb wird sust all unser fart; das brächt lust der widerpart, die dich veracht so frävenlich. Gott, erhöch den Namen din in der straaff der bösen böck! Dine schaaff widrumb erweck, die dich liebhabend innigklich. Hilff, das alle bitterkeit scheid in dfer und alte trüw widerkeer unnd werde nüw, das wir ewig lobsingind dir. | Herr, nun selbst den Wagen halt, bald abseit geht sonst die Fahrt, das brächt Freud dem Widerpart, der dich veracht’ so freventlich. Gott, erhöh deins Namens Ehr; wehr und straf der Bösen Grimm, weck die Schaf mit deiner Stimm, die dich lieb haben inniglich. Hilf, daß alle Bitterkeit scheid, o Herr, und alte Treu wiederkehr und werde neu, daß wir ewig lobsingen dir. |